# Claude Venard
Pour les articles homonymes, voir Venard.
Claude Venard, né le 21 mars 1913 à Paris et mort le 30 décembre 1999 à Sanary-sur-Mer, est un artiste-peintre français appartenant au mouvement post-cubiste.
Ayant décidé, à dix-sept ans, de se consacrer à la peinture, il entre à l'École des beaux-arts de Paris, mais ayant « tâté de l'enseignement » de celle-ci, s'en « enfuit après quarante-huit heures », optant pour une formation à l'École des arts appliqués qu'il fréquente avec assiduité pendant six ans.
En 1936, il obtient un emploi de restaurateur au musée du Louvre. Il participe au « 2e salon de la Nouvelle génération » (1938) organisé à la galerie Billiet-Vorms par Henri Héraut, à l'occasion de laquelle celui-ci lance son manifeste intitulé Rupture. 
Mobilisé pendant la Seconde Guerre mondiale, il se consacre, après sa démobilisation, entièrement à sa peinture et participe, de 1945 à 1963 à de nombreux salons : salons des Indépendants, des Tuileries, de Mai (dont il est membre fondateur). À partir de 1953, il réalise des expositions personnelles en France, dans de nombreux pays européens et aux États-Unis. 
Resté fidèle à une composition post-cubiste de son espace pictural il accentue progressivement le chromantisme de sa palette jusqu'aux tons les plus crus toujours utilisés dans une matière riche et onctueuse. 
Ses œuvres sont exposées notamment à la Tate Gallery de Londres, au Whitney Museum de New York et au Musée d'Art Moderne de Paris, Musée de Montréal - Museum Düsseldorf - Musée de São Paulo - Musée de Mexico - Musée de Palm Springs - Musée de Bâle - Museum München(?)  - Musée de Tokyo - Musée de Buenos Aires - Musée de Dallas...